# Louise Lablache
Louise Lablache   (Brighton, 6 d'octubre de 1830 - Viena, 1926), nom complet Louise Émilie Colette Josephine Therese Marguerite Lablache,) fou una mezzosoprano/contralt operística i professora de cant.

## Biografia

### Família
El seu pare fou Nicolas Pierre André Lablache (1822-1902) i la seva mare fou la francesa Émilie Martha Marguerite Glossop de Méric (1830-1906), casats el 7 de setembre de 1854 a Maisons-Laffitte i ambdós cantants d'òpera. El seu naixements va tenir lloc a Viena, vint dies abans de les 38-40 setmanes habituals de gestació, ciutat a la qual provisionalment vivien els seus pares, contractats per a la temporada d'òpera. Louise va tenir dos germans: Anna (Nina, també cantant, en la corda de soprano) i Louis, que va ser un important actor de teatre. Un dels seus avis fou Luigi Nicola Giuseppe Lablache (1794-1858), un famós baix operístic napolità, el més gran de la seva època, a qui s'anomenava el Gran Lablache i que es va casar amb la cantant Teresa Pinotti (1795-1856). Una germana del pare de Louise, Marie Isabelle Lablache (1831-1881), va ser també cantant i es va casar amb el baró Ernest de Caters (1815-1876). Van ser pares d'un famós esportista i escriptor, Louis de Caters (1856-1932). A la família hi va haver també un famós pianista i compositor, Sigismund Thalberg, segon marit de Francesca "Cecchina" Lablache, una altra dels germans del pare de Louise i, per tant, oncle -per matrimoni- d'aquesta. Un altre germà del pare, Frédéric (1815-*), es va casar amb una cantant amb tessitura de soprano, Frances Wilton (1821?–1877), que feia servir el nom d'escena de Fanny Wyndham.
Per part de la mare, Émilie Glossop de Méric, la seva mare fou també cantant soprano, Marie Joséphine Bonnaud de Méric (Démeric segons la inscripció de naixement), nascuda a Estrasburg el 22 de març de 1801, filla també de músic, Joseph de Méric. Joséphine actuà també amb el nom italianitzat de Giuseppina Demeri. Va morir el 1877. El pare d'Émilie Glossop fou Joseph Gapper Glossop, en alguns moment empresari del teatre Royal Coburg (Old Vic Theatre) de Londres. Aquest Glossop havia estat marit en primer matrimoni de la soprano Elizabeth Féron. Una filla d'aquest primer matrimoni i, per tant, germanastra d'Émilie, fou la compositora d'òperes Mary Anne Glossop, coneguda com a Mary Anne à Beckett després del seu matrimoni amb l'escriptor Gilbert Abbott à Beckett.
Un altre fill de l'il·lustre Luigi Lablache fou Frédéric Lablache, el germà gran del pare de Louise. Una filla de Frédéric fou Therese Lablache, soprano que va ser l'esposa del baix operístic Hans von Rokitansky, germà del compositor austríac Victor von Rokitansky. L'avia materna de Louise fou també cantant d'òpera, la soprano francesa Marie Josephine de Méric (1800-1877). Aquesta dona es va casar amb Joseph Glossop (1793-1850), un empresari de teatre, bígam car era casat també amb Élisabeth Féron (1797-1853), una altra gran cantant de l'època. Un besnet del gran Luigi Lablache fou l'actor estatunidenc Stewart Granger (nom artístic de James Lablache Stewart).
Louise es va casar dos cops: la primera vegada a Londres amb James Hamilton Cobley (o Colby) el 26 de maig de 1873 i la segona amb el tenor Ion Dumitrescu (1860-1913), també conegut pels noms de Giovanni o de Jean i pels cognoms Dimitresco i Dimitrescu. Va tenir dos fills amb el seu primer marit: Percy Hamilton (1874) i Louise Emily (1876). Aquesta filla també es va casar dos cops, la segona vegada amb William James Parkinson Smith, el pare d'un famós fotògraf de moda, Norman Parkison (1913-1990), fotògraf de la princesa Anna i de la seva mare, la reina Elisabet II del Regne Unit.

### Carrera operística
La primavera de l'any 1878 va cantar diverses òperes amb la companyia Her Majesty's Italian Opera al Teatre Reial d'Edimburg, Escòcia: el paper d'Azucena de l'òpera Il trovatore de Giuseppe Verdi, el de Marcellina de Le nozze di Figaro de Wolfgang Amadeus Mozart, el paper de Marthe de l'òpera Faust de Charles Gounod i el paper de Donna Juana de l'òpera Ruy Blas de Filippo Marchetti. Aquell any de 1878 la seva germana Nina (Anna) va marxar a París a ampliar estudis de cant amb Anna Caroline de Lagrange. mentre que Louise va marxar als EUA en la primera de les gires de la companyia de l'empresari James Mapleson. Quan la seva mare, que també era a la companyia, va trencar amb Mapleson, Louise la va seguir a Nova Orleans i va aparèixer a la Beauplan French Grand Opera, de l'empresari Gaston de Beauplan, companyia a la qual també hi participà Nina, la germana de Louise. Va treballar als EUS fins a l'any 1881, quan la companyia va fer fallida. Hi va haver moments al llarg d'aquells anys de vida als EUA que hi van haver fins a sis Lablanche treballant-hi al país. L'estiu de 1881 Louise va arribar a París, de retorn des dels EUA, marxant a continuació a Amèrica del Sud.
L'any 1883 Louise Lablache va participar en la representació de inauguració del Metropolitan Opera (el MET) de Nova York, l'antic edifici construït el 1880 i destruït per un incendi el 27 d'agost de 1892. El dia de la inauguració, el 22 d'octubre de 1883, es va interpretar Faust de Gounod, amb Italo Campanini com a Faust, Christine Nilsson com a Margherite, Franco Novara com a Méfistophélès, Giuseppe Del Puente com a Valentin, Sofia Scalchi com a Siebel, Louise Lablache com a Marthe i Ludovico Contini com a Wagner, sota la direcció d'Auguste Vianesi. En aquesta representació Louise va substituir sa mare, perquè aquesta es trobava prohibida per llei. Havien arribat totes dues a Nova York el 15 d'octubre, a bord del vaixell Steamer Amérique i contractades per la mateixa companyia. Al llarg de la gira que hi van fer es van alternar en segons quins papers.
Aquella primera temporada del MET Louise va actuar venti-sis vegades al teatre, tot incloent els concerts de gala. El 5 de gener de 1884 hi interpretà el paper de Mércèdes de l'òpera Carmen de Georges Bizet, al costat de Zelia Trebelli, en el paper protagonista de l'obra i Italo Campanini com a Don José. El director fou Cleofonte Campanini, germà d'Italo Campanini i casat amb la cèlebre tiple Eva Tetrazzini. El 8 de febrer va interpretar al MET La Gioconda d'Amilcare Ponchielli, en el paper de Laura, sent la protagonista Christine Nilsson i Roberto Stagno qui feu el paper d'Enzo. El 31 de març va ser el torn de La traviata de Giuseppe Verdi en el paper d'Annina, amb Marcella Sembrich com a Violetta, Victor Capoul com a Alfredo i Giuseppe Del Pueten com a Germont. L'última òpera en què va participar en aquella temporada fou Roméo et Juliette de Gounod en el paper d'Stéphano, que va representar la seva darrera actuació al MET, el 16 d'abril de 1884. Al seu costat, Italo Campanini com a Roméo i Marcella Sembrich com a Juliette.
De retorn a França, el 29 de maig de 1884 i a bord del vaixell Normandie en el port de Le Havre, Louise i la cantant Marie Aimée van oferir un concert a benefici de la societat de nàufrags. Aquell mateix any, el 15 d'octubre, va participar en un altre concert benèfic, en aquest cas al Teatre Italià de París, a benefici de les famílies afectades per l'epidèmia de còlera de França i Itàlia. Unes setmanes més tard, el 16 de desembre de 1884, Louise va estrenar el paper de Zuléma de l'òpera Aben-Hamet de Théodore Dubois, una representació a la qual hi participà substituint la cantant inicialment contractada, Guillermina Tremelli, que no va voler viatjar per l'epidèmia de còlera. El paper de títol de l'obra el va representar el baríton francès Victor Maurel i van participar també Édouard de Reszke, com a Duc de Santa-Fé i Emma Calvé com a Bianca.
Louise va arribar a Barcelona per a la temporada de primavera 1885 del Gran Teatre del Liceu. Hi va cantar Mignon d'Ambroise Thomas a partir del 2 de maig de 1885, Un ballo in maschera de Verdi a partir del 13 de maig, Gli Ugonotti de Giacomo Meyerbeer des del 21 de maig i el paper de Maddalena de Rigoletto de Verdi, el mes de juny.
A finals de 1885 va tornar als EUA, a bord del vaixell Servia, per a participar en la companyia d'òpera còmica del coronel John A. McCaull. El 4 de gener va participar amb aquesta companyia en la representació de l'òpera còmica The Black Hussar (títol original alemany Der Feldprediger) de Carl Millöcker. A finals de març la companyia portà a escena per primer cop als EUA l'opereta Don Cesar de Rudolf Dellinger, basada en l'obra Don Cèsar de Bazan d'Adolphe d'Ennery i Philippe-François Pinel (Dumanoir) que va servir també per al llibret de l'opereta homònima de Jules Massenet. Uns mesos més tard li tocava el torn a l'estrena de Love's Vow (Serment d'Amour) d'Edmond Audran. La representació va tenir lloc a Boston el 5 de juliol de 1886. L'octubre de 1886 s'anunciava la seva contractació per part de la companyia Boston Ideal Opera. A finals d'octubre Louise va interpretar el paper d'Ulrica de Fra diavolo de Daniel Auber. El novembre era el torn de Martha de Friedrich von Flotow, en el paper de Nancy, i de The Bohemian Girl de Michael William Balfe, en el paper de Queen of the Gypsies.
La gira pels EUA continuà amb la mateixa companyia i el mateix repertori, però incorporant el mes de març de 1887 l'òpera La fille du régiment de Gaetano Donizetti (en anglès, sota el títol de The Daughter of the Regiment), en el paper de la marquesa de Berkenfield. Diverses disputes internes entre membres de la companyia van acabar ocasionant la seva ruptura a començaments del mes de maig, amb la creació de dues companyies, una d'elles, que va reclamar el nom de Boston Ideal, encapçalada per Zélie de Lussan (1861-1949) i a la qual hi va romandre Louise. La contralt va marxar a Londres, on el juliol de 1887 va participar en un concert amb la seva mare. Ambdues van ser contractades per la companyia Mapleson per una sèrie de representacions d'òpera a Irlanda, visitant Dublín i Belfast. En aquesta gira Louise va interpretar, a més d'altres papers del seu repertori, el de Frasquita de l'òpera Carmen de Georges Bizet, el 10 d'octubre al Gaiety Theatre de Dublín.
Va ser contractada el febrer de 1888 per a la temporada del Royal Opera House (Covent Garden) de Londres. El 21 de juny hi va interpretar el paper de Lady Pamela Cockburn de Fra diavolo. El 25 de juny era el torn de La flauta màgica de Mozart, en el paper d'un dels tres genis, al costat de Minnie Hauk com a Pamina, Giovanni Del Puente com a Papageno i Luigi Ravelli com a Tamino, i el 5 de juliol va participar en l'òpera Guillaume Tell de Rossini, en el paper d'Hedwige. La tardor de 1888 va viatjar a Austràlia. Va aparèixer en el paper principal de Carmen, per primer cop en la seva carrera, el dia 1 de novembre de 1888, a la ciutat de Melbourne. En aquesta companyia també hi era el seu segon marit, Ion Dumitrescu. A primers de desembre la companyia va interpretar l'òpera Maritana de William Vincent Wallace, fent Louise el paper de Lazarillo. El març de 1889 es trobaven encara a Austràlia, oferint el 17 de març a Sydney un concert on van cantar tots els membres de la companyia, sota la direcció musical del francès Léon Caron. A l'anunci del concert, el nom de Louise Lablache va figurar en primer lloc entre els artistes distingits. Acabada la temporada a Austràlia, Louise tornà a Londres, contractada un altre cop per la companyia del Royal Opera House, la Carl Rosa Opera Company, una empresa que portava a escena les òperes amb el text en anglès. L'octubre es presentava al Theatre Royal de Cardiff, interpretant Faust de Gounod.
Un any més tard, el novembre de 1890, Louise tornava a cantar el paper de Maddalena de Rigoletto, amb la companyia de l'empresari Carl Rosa –la companyia tenia llavors dos grups diferents de cantants– amb Ion Dumitrescu fent del Duc de Màntua i Victor Maurel el paper de Rigoletto. En aquells moments Louise i Ion ja eren casats, segons la premsa. El gener de 1891 Louise va cantar Carmen a Edimburg, en una substitució per malaltia de Zélie de Lussan. La companyia Carl Rosa es trobava llavors a Escòcia, on Louise cantà també Il trovatore a Glasgow i Edimburg. El mes de març va interpretar el paper principal de Mignon a Manchester. L'abril repetia Carmen com a protagonista a Birmingham. L'agost li tocava el torn al paper protagonista de Carmen al Theatre Royal de Belfast, sempre amb la Carl Rosa opera. Uns dies més tard va representar Mignon al mateix teatre. Abans d'acabar el mes, la troupe va oferir Les Huguenots al Gaiety Theatre de Dublín, amb Louise interpretant el paper d'Urbano i Ion Dumitrescu el de Raoul de Nangis. Aquest paper d'Urbano el va fer Louise el mes d'octubre a Manchester, al Prince's Theatre, on va participar també a Fra diavolo en el paper de Lady Pamela. A l'altre teatre de la ciutat, el Theatre Royal, la companyia va interpretar també el mes d'octubre, l'òpera Les Huguenots, amb els mateixos protagonistes de Dublín. El novembre de 1891 la companyia va visitar una altra ciutat: Leeds. Al Grand Theatre van interpretar Il trovatore, amb Louise en el paper d'Azucena i Georgina Burns en el de Leonora. El paper de Comte de Luna el va interpretar el marit de Georgina, Leslie Crotty i el de Manrico va córrer a càrrec d'Ion Dumitrescu: hi va haver doncs dos matrimonis a l'escenari. La gira va continuar el novembre per Glasgow, amb Fra diavolo pel que fa a Louise Lablache, i Edimburg, on va cantar Il trovatore i Carmen, i per Chester, on cantà Les Huguenots el 19 de desembre.
El gener de 1892 va començar per a Louise amb Fra diavolo al Royal Court Theatre de Liverpool, en el paper de Lady Pamela (de fet Lady Allcash en la traducció a l'anglès emprada). Al febrer va interpretar al mateix teatre el paper d'Amneris d'Aida de Verdi. amb el seu marit com a Radamès. A partir del mes de març la companyia va representar al Theatre Royal de Manchester, entre altres obres, Il trovatore, amb Louise en el paper d'Azucena, Carmen, on interpretà el paper de Mércèdes i Fra diavolo. El maig era el torn d'Aida al Theatre Royal de Glasgow i Don Giovanni de Mozart, en el paper de Zerlina, al Lyceum Theatre d'Edimburg, gràcies a una substitució de darrer moment de la cantant Zélie de Lussan, que arrossegava problemes d'afonia en els darrers mesos.
A finals de 1905, establerta a Nova York, va obrir un estudi per ensenyar als seus alumnes el "repertori de saló". Temps després es va traslladar a Londres, on l'any 1907 va oferir classes de bel canto. Posteriorment va anar a viure a Brighton on va donar classes i on va morir.